# Вожани (Росія)
Вожани (рос. Вожани) — присілок Бокситогорського району Ленінградської області Росії. Входить до складу Єфімовського міського поселення.
Населення — 0 осіб (2003 рік).